# Vytautas (Vorname)
Vytautas (Abk. Vytas; polnisch Witold) ist ein litauischer männlicher Vorname. Die weibliche Form ist Vytautė (Abk. Vytė) und die Abkürzung Vytas.

## Namensträger
- Vytautas der Große (1350–1430), Feldherr, Großfürst von Litauen, siehe Vytautas
- Vytautas Andriulis (1937–2017), Verwaltungsjurist, Rechtshistoriker und Hochschullehrer
- Vytautas Andriuškevičius (* 1990), Fußballspieler
- Vytautas Arbačiauskas (* 1951), Politiker, Seimas-Mitglied
- Vytautas Astrauskas (Mediziner) (1927–2004), litauischer Rheumatologe und Politiker, Mitglied der Seimas von Litauen
- Vytautas Astrauskas (Politiker, 1930) (1930–2017), litauischer Politiker, Mitglied des Obersten Sowjets von Sowjetlitauen
- Vytautas Bogušis (* 1959), Dissident und Politiker, Seimas-Mitglied
- Vytautas Jurgis Bubnys (1932–2021), Schriftsteller und Politiker
- Vytautas Algimantas Buinevičius (1933–2005), Ingenieur und Politiker, Seimas-Mitglied
- Vytautas Aleksandras Cinauskas (1930–2005), Politiker, Seimas-Mitglied
- Vytautas Černiauskas (* 1989), Fußballspieler
- Vytautas Antanas Dambrava (1920–2016), Diplomat und Jurist
- Vytautas Sigitas Draugelis (1943–2010), Politiker, Seimas-Mitglied
- Vytautas Dudėnas (* 1937), Investmentbanker und Politiker
- Vytautas Einoris (1930–2019),  Politiker, Minister und Vizeminister
- Vytautas Gaidamavičius (1931–2008), Pianist und Politiker
- Vytautas Galvonas (1958–2015), Politiker, Seimas-Mitglied
- Vytautas Andrius Graičiūnas (1898–1952), Management-Theoretiker
- Vytautas Gricius (* 1948), Manager und Wirtschaftspolitiker
- Vytautas Grušauskas (* 1952), Politiker,  Vizeminister für Landwirtschaft und Bürgermeister von Ukmergė
- Vytautas Antanas Gudaitis (* 1947), Bibliothekar, Direktor
- Vytautas Jucius (* 1963), Politiker,  Mitglied des Seimas
- Vytautas Juozapaitis (* 1963), Opernsänger (Bariton) und Politiker
- Vytautas Jurna (* 1934), Politiker
- Vytautas Juškus (* 1944), Politiker, Seimas-Mitglied
- Vytautas Kamblevičius (* 1950), Politiker, Seimas-Mitglied
- Vytautas Kernagis (Politiker) (* 1976), litauischer Manager und Politiker (TS-LKD)
- Vytautas Kanapeckas (1932–2006), Politiker, Seimas-Mitglied
- Vytautas Kirkliauskas (1949–2008), Politiker, Bürgermeister von Alytus
- Vytautas Antanas Kleiza (1919–2007), sowjetlitauischer Politiker und Chirurg
- Vytautas Kolesnikovas (1948–2021), Maler und Politiker, Seimas-Mitglied
- Vytautas Kriščiūnas (1908–1991), Bauingenieur und Professor, sowjetlitauischer Politiker (Vizeminister)
- Vytautas Kurpuvesas (* 1978), Jurist und Politiker, Seimas-Mitglied
- Vytautas Kvietkauskas (* 1952), Journalist und Politiker
- Vytautas Landsbergis (* 1932), Musikwissenschaftler und Politiker
- Vytautas Landsbergis-Žemkalnis (1893–1993), Architekt
- Vytautas Liutikas (1930–1997), Physiker, Mathematiker und Politiker, Seimas-Mitglied
- Vytautas Petras Lubauskas (1939–2018), litauischer Pädagoge, Bildungsmanager, Leiter einer Hochschule in Litauen
- Vytautas Pranciškus Lukaševičius (1932–1994), Forstingenieur und Umweltpolitiker
- Vytautas Masiokas (* 1955), Richter
- Vytautas Mikelionis (* 1961), Politiker, Bürgermeister
- Vytautas Miškinis (* 1954), Chorleiter und Komponist
- Vytautas Mitalas (* 1989), Politiker, Seimas-Vizepräsident und Vizebürgermeister von Vilnius
- Vytautas Mizaras (* 1974), Rechtsanwalt und Hochschullehrer
- Vytautas Mockus (* 1957), Politiker, Bürgermeister von Kupiškis
- Vytautas Naudužas (* 1955), Diplomat und Politiker
- Vytautas Nekrošius (* 1970), Zivilprozessrechtler und Hochschullehrer
- Vytautas Paliūnas (1930–2005), Ingenieur und Politiker
- Vytautas Petras Plečkaitis (* 1950), Diplomat und Politiker, Seimas-Mitglied
- Vytautas Adolfas Puplauskas (* 1930), Politiker, Seimas-Mitglied
- Vytautas Radavičius (1954–2011), Arzt und Politiker
- Vytautas Radžvilas (* 1958), Philosoph, Professor und Politiker, Parteivorsitzender
- Vytautas Rastenis (* 1952), Politiker, Seimas-Mitglied
- Vytautas „Vyto“ Ruginis (* 1956), US-amerikanischer Schauspieler
- Vytautas Saulis (* 1951), Politiker, Seimas-Mitglied
- Vytautas Simelis (* 1957), Politiker, Bürgermeister von Radviliškis
- Vytautas Sondeckis (* 1972), Cellist
- Vytautas Liudvikas Šeštokas (* 1944), Politiker, Bürgermeister von Panevėžys
- Vytautas Šilinskas (* 1985), Jurist und Politiker, Minister für Soziales und Arbeit
- Vytautas Šlapikas (* 1973), Schachspieler
- Vytautas Šumakaris (1933–1999), Politiker, Seimas-Mitglied
- Vytautas Umbrasas (* 1957), Politiker
- Vytautas Vaznonis (* 1986), Schachspieler
- Vytautas Vidmantas Zimnickas (1956–2020), Politiker, Seimas-Mitglied

zweiter Vorname
- Juozas Vytautas Juocevičius (1947–2024), sowjetischer Boxer
- Kazimieras Vytautas Kryževičius (1930–2004), Politiker, Seimas-Mitglied
- Tomas Vytautas Raskevičius (* 1989), Politiker,  Seimas-Mitglied
- Česlovas Vytautas Stankevičius (* 1937), Politiker, Seimas-Mitglied